# Bánh mì Pháp
Bánh mì Pháp (tiếng Pháp: baguette, phát âm tiếng Pháp: [baɡɛt], phiên âm như "ba-ghét") là loại ổ bánh mì phân biệt được vì chiều dài hơn chiều rộng nhiều và nó có vỏ giòn. Ổ bánh mì Pháp thường rộng 5–6 cm và cao 3–4 cm, nhưng dài tới một mét. Nó thường nặng chỉ 250 gam. Những ổ bánh mì Pháp ngắn thường dùng làm bánh kẹp. Bánh mì Pháp thường được cắt đôi và quét pa tê hay phô mai. Trong bữa sáng Pháp truyền thống, những miếng bánh mì được quét mứt và ngâm vào bát cà phê hay sô-cô-la nóng.
Loại bánh mì này có liên kết mạnh với Pháp, nhất là Paris, nhưng nó được ăn ở khắp thế giới. Ở Pháp người ta gọi ngắn là "baguette" vì nó dài như một cái đũa, nhỏ hơn thì có loại flûte và mỏng hơn có tên ficelle. Luật thực phẩm Pháp định nghĩa bánh mì là sản phẩm chỉ có bốn thành phần: nước, bột mì, men, và muối thường. Nếu thêm những thành phần khác vào công thức cơ bản thì phải bán dùng tên khác cho sản phẩm.
Bánh mì Pháp dẫn xuất từ bánh mì Viên (Áo) vào giữa thế kỷ 19, khi những lò hơi mới được sử dụng, những lò này làm được vỏ giòn và mảnh vụn trắng có nhiều lỗ. Những ổ dài được nướng từ lâu, nhưng từ tháng 10 năm 1920, có luật ở Áo cấm không được làm việc trước 4 giờ sáng, nên các tiệm bánh không nướng được những ổ bánh mì tròn như trước để kịp buổi sáng của khách hàng. Ổ gầy này giải quyết vấn đề này vì có thể sửa soạn và nướng nó nhanh hơn.

## Hình ảnh

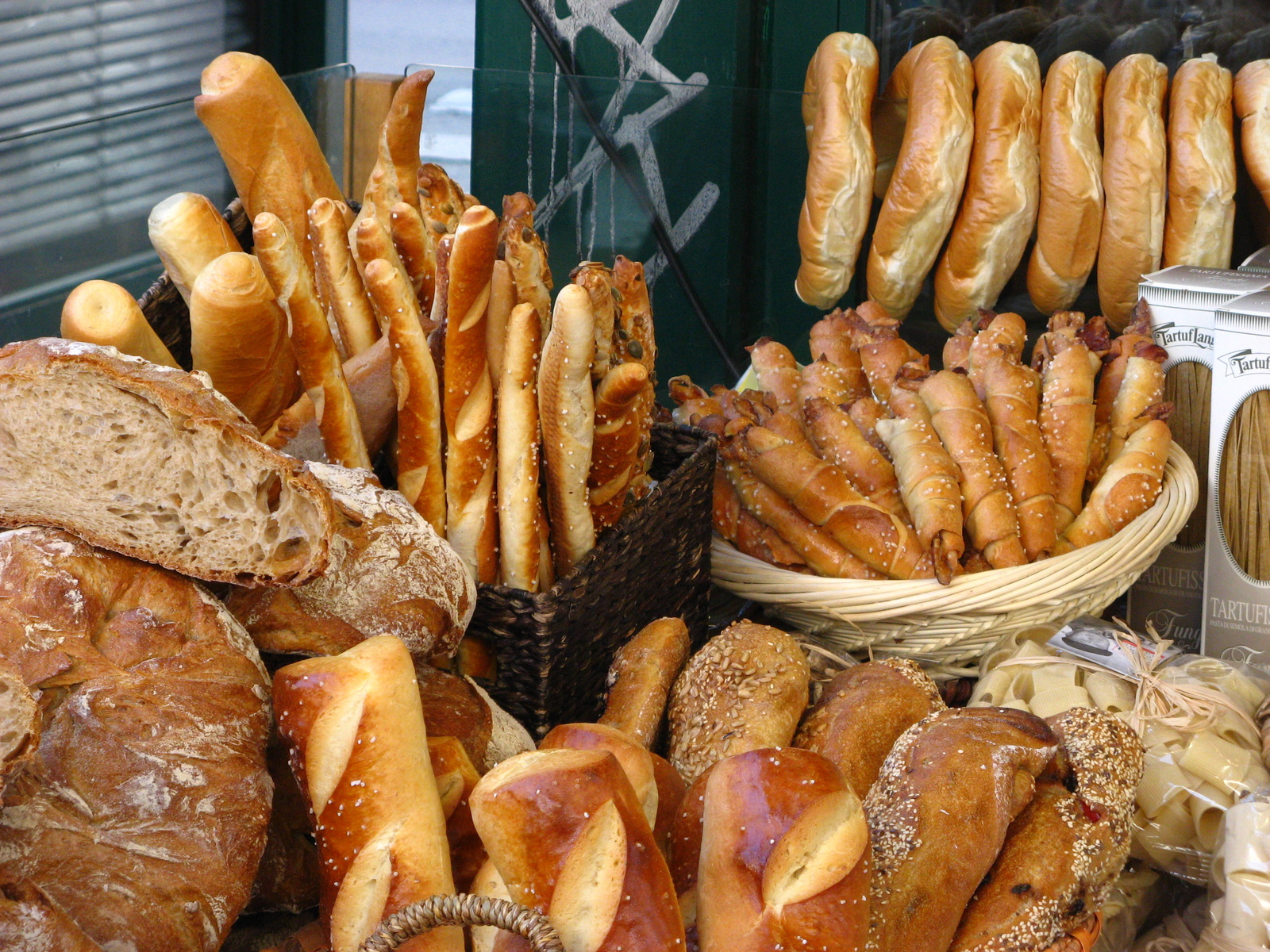
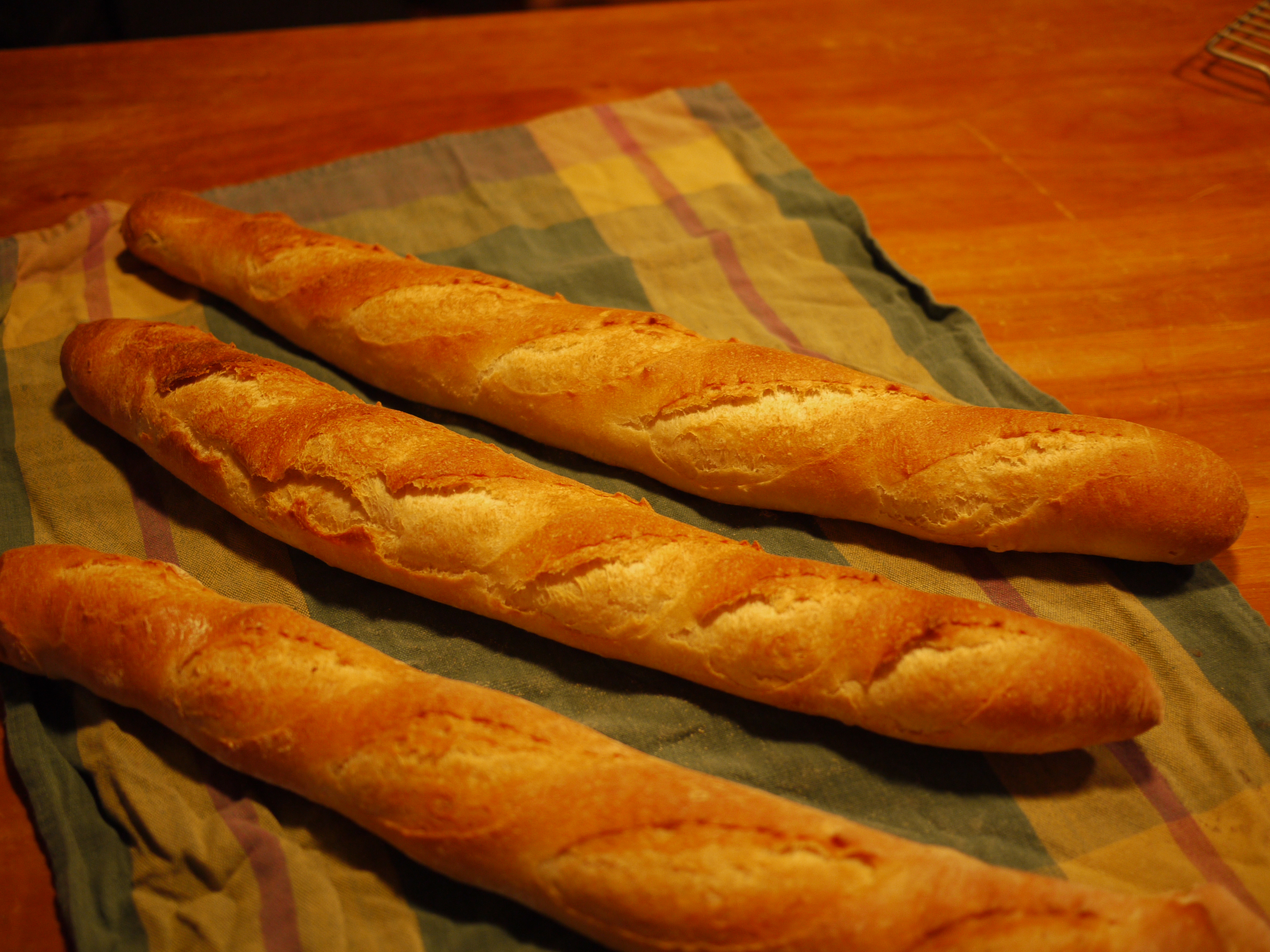
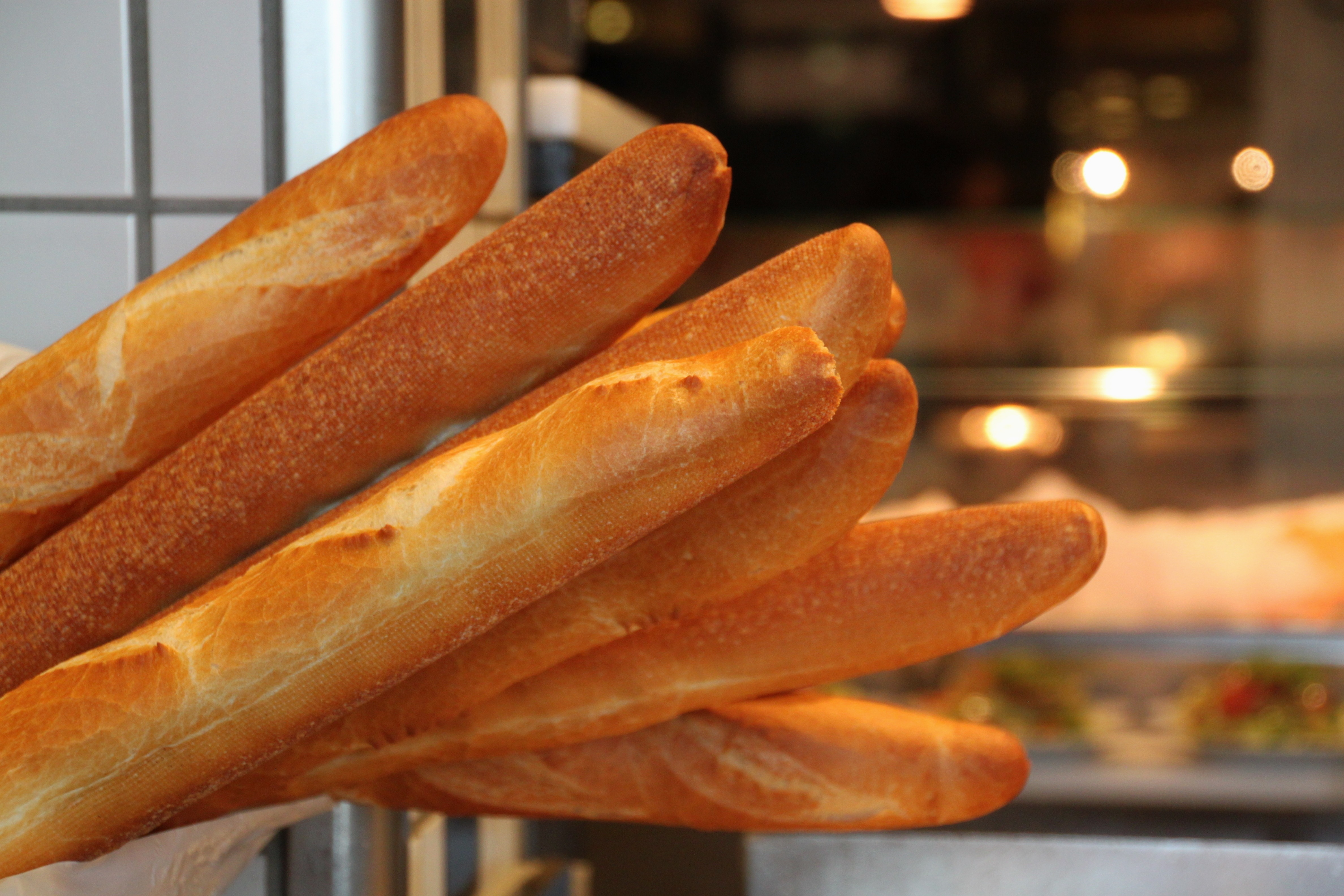
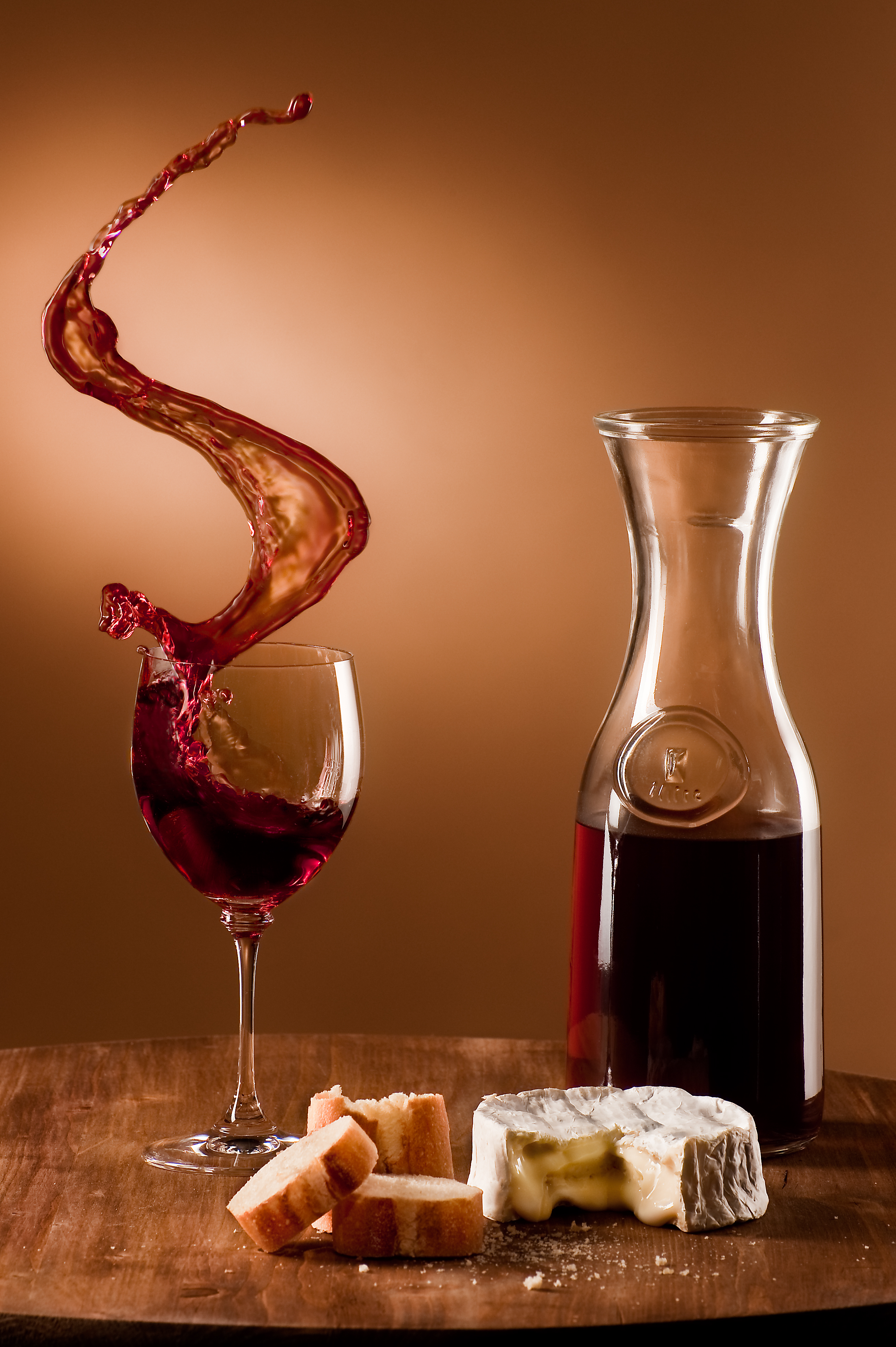
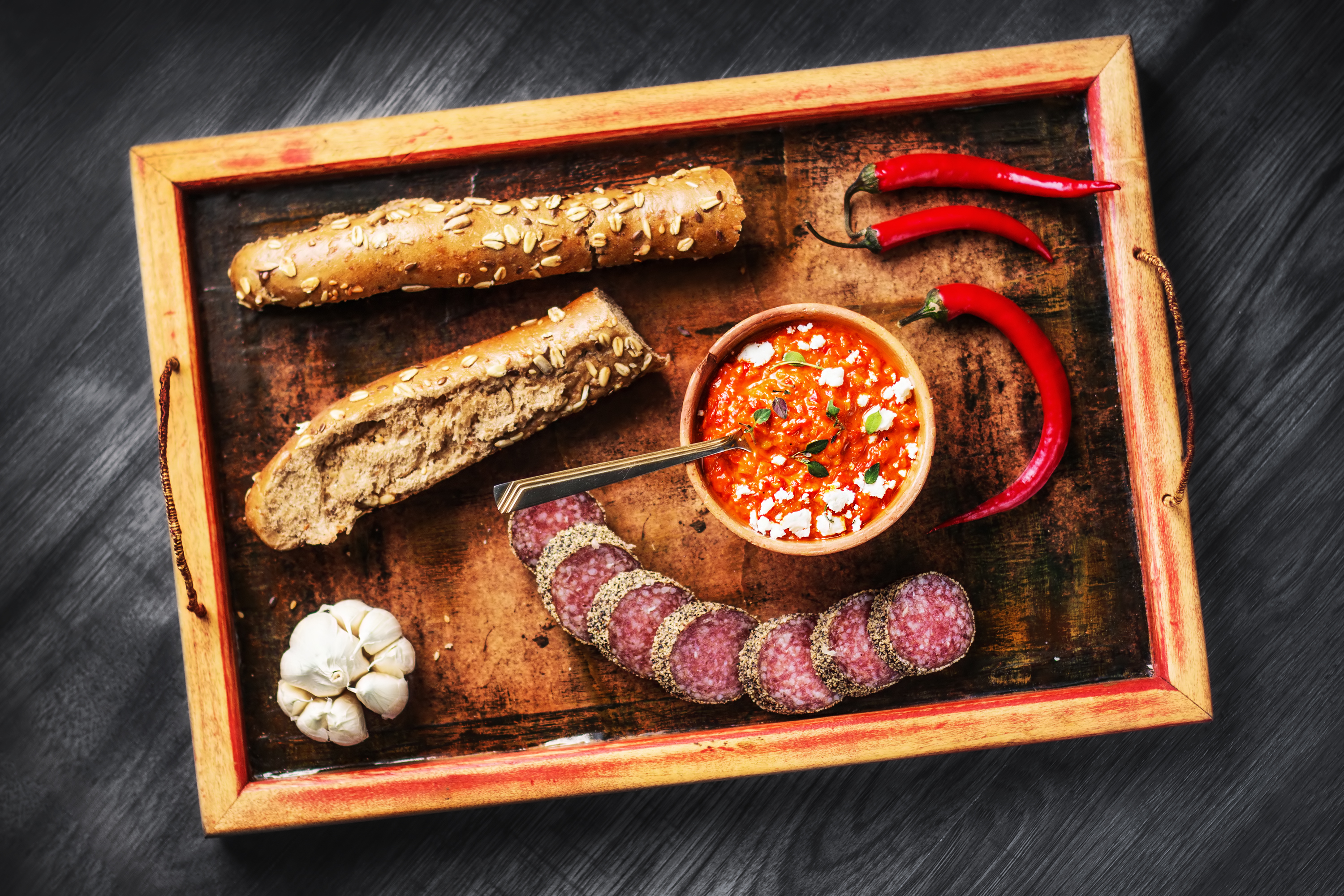